# Mercury Insurance Open 2010
Mercury Insurance Open 2010 — жіночий тенісний турнір, що проходив на відкритих кортах з твердим покриттям. Це був перший турнір Southern California Open since the tournament left the tour in 2007. Належав до серії one of the Турніри WTA Premier в рамках Туру WTA 2010. It was played in Сан-Дієго, California, США. Світлана Кузнецова здобула титул в одиночному розряді.

## Учасниці

### Сіяні пари
| Гравчиня           | Nationality | Рейтинг* | Посіяний |
| ------------------ | ----------- | -------- | -------- |
| Єлена Янкович      | Serbia      | 2        | 1        |
| Саманта Стосур     | Австралія   | 5        | 2        |
| Віра Звонарьова    | Росія       | 9        | 3        |
| Агнешка Радванська | Poland      | 11       | 4        |
| Флавія Пеннетта    | Італія      | 12       | 5        |
| Маріон Бартолі     | France      | 14       | 6        |
| Шахар Пеєр         | Israel      | 16       | 7        |
| Яніна Вікмаєр      | Belgium     | 17       | 8        |

- Рейтинг подано of 26 липня 2010.

### Інші учасниці
Нижче подано учасниць, що отримали вайлд-кард на вихід в основну сітку:
- Домініка Цібулкова
- Хісела Дулко
- Ана Іванович

Нижче наведено гравчинь, які пробились в основну сітку через стадію кваліфікації:
- Курумі Нара
- Шенай Перрі
- Шанелль Схеперс
- Коко Вандевей

The following player received entry by a щасливий лузер spot:
- Джеймі Гемптон

## Фінальна частина

### Одиночний розряд
Світлана Кузнецова —  Агнешка Радванська, 6–4, 6–7(7–9), 6–3
- Для Кузнецової це був перший титул за сезон і 13-й — за кар'єру.

### Парний розряд
Марія Кириленко /  Чжен Цзє —  Ліза Реймонд /  Ренне Стаббс, 6–4, 6–4